# A8 (автомагистраль, Хорватия)
A8 (хорв. Autocesta A8), также B8 — шоссе в Хорватии. Длина шоссе составляет 64,2 км. Шоссе находится на полуострове Истрия и проходит от развязки Канфанар с шоссе A9 возле одноимённого города через Пазин до развязки Матульи с магистралью A7 восточнее Риеки.
В настоящее время обозначается на картах, как B8, но также часто называется A8. Двойное обозначение связано с тем, что после окончания проводимых работ по перестройке шоссе в полноценную автомагистраль, она получит имя A8 и вольётся в единую сеть хорватских автобанов.
Шоссе A8 на территории Хорватии — часть европейского маршрута E751 (Копер — Опатия). A8 кроме того, представляет собой правую ветку так называемого «Истрийского Y» (Istarski Ipsilon), шоссейной сети Истрии, названной так за внешнее сходство с латинской буквой. Левую ветку и ножку Y составляет шоссе A9.

## Описание

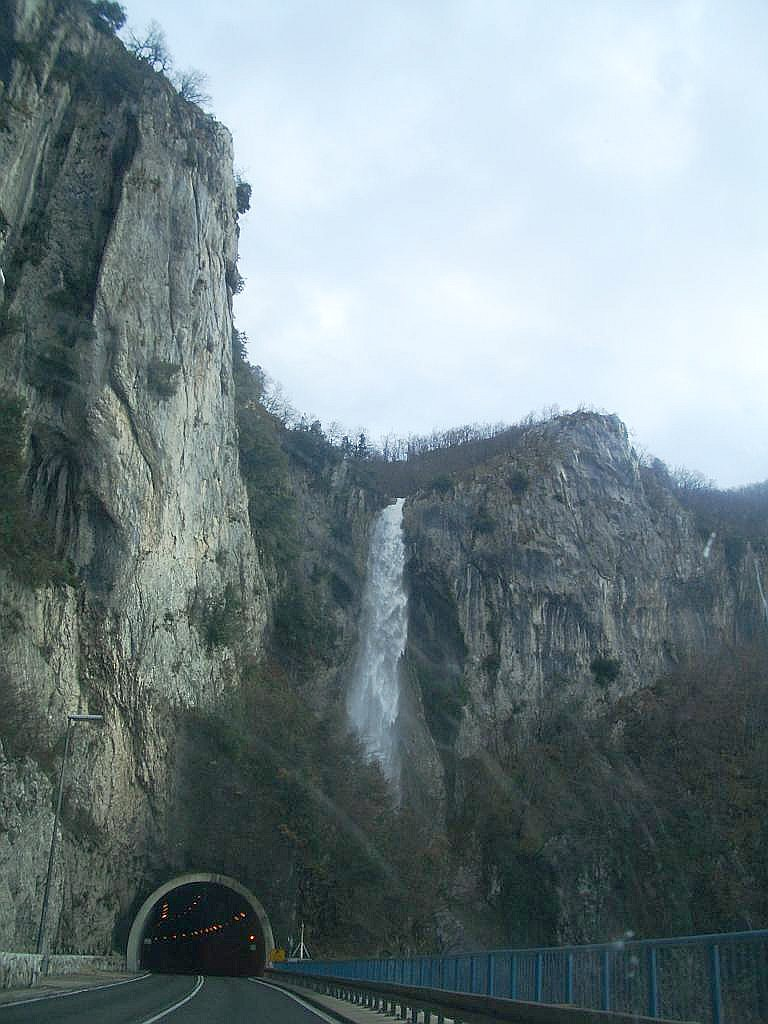
Западный въезд в тоннель Учка

По состоянию на 2011 год шоссе A8 (B8) на всём протяжении состоит из одной полосы в каждом направлении, хотя все развязки за исключением одной — многоуровневые, без левых поворотов. Исключение составляет съезд на Опатию в 700 метрах от окончания шоссе, который регулируется светофором. Идут работы по превращению шоссе в полноценную автомагистраль с двумя полосами в каждом направлении.
На всём протяжении шоссе бесплатно, за исключением тоннеля Учка, плата за проезд по которому взимается непосредственно перед въездом и выездом из тоннеля. Оператором трасс A8 и A9 является акционерная компания BINA Istra, которой по соглашению с правительством Хорватии передано управление сроком на 32 года.
Шоссе имеет важное значение для транспортного сообщения с городами центральной и восточной части Истрии (Опатия, Бузет, Пазин), а также для связи важных в туристическом отношении городов западного побережья Истрии (Пореч, Ровинь, Пула) с континентальной Хорватией.
Всего на дороге на 2010 год 10 развязок, один съезд, регулируемый светофором, и четыре зоны отдыха.

## Инженерные конструкции
Крупнейшей инженерной конструкцией на шоссе является тоннель Учка длиной 5062 метра, третий по длине в Хорватии после тоннелей Мала-Капела и Свети-Рок. Учка соединяет восточное побережье Истрии с гористой центральной частью, проходит под горой Учка, высочайшей вершиной Истрии. Тоннель Учка — единственный платный участок трассы.

## История
Создание шоссе, соединяющего Истрию с континентальной Хорватией, было начато в 70-х годах XX века, в частности в 1976 году был объявлен государственный заём на строительство тоннеля Учка. В 1981 году был построен участок Матульи — Лупоглав, в 1988 году вошёл в строй фрагмент Лупоглав — Черовле. Дальнейшие работы продолжались уже в независимой Хорватии. В 1998 состоялось открытие участка Черовле — Роговичи, а годом позже заключительной части трассы Роговичи — Канфанар.

## Строительство и планы
В настоящее время идёт реконструкция шоссе на участке Канфанар-Роговичи (развязка Роговичи находится в черте города Пазин), предусматривающая создание автомагистрали с двумя полосами в каждом направлении. Окончание работ запланировано на 2012 год. В дальнейшем аналогичные работы будут предприняты и на остальной части шоссе вплоть до развязки Матульи. Работы на этом участке предусматривают строительство второй очереди тоннеля Учка для обеспечения непрерывного двухполосного движения по всей магистрали. Предварительно эти работы намечены на 2012—2014 года.

## Трафик
Трафик на магистрали сильно колеблется в зависимости от времени года. Наплыв туристов в Хорватию в туристический сезон с мая по октябрь приводит к существенному увеличению числа машин на трассах. В тоннеле Учка дневной трафик в среднем за год составляет 8 019 автомобиля, дневной трафик летом — 11 511.

## Важные развязки
| Км   | Развязка | Пересечение с магистралями | Съезд на        |
| 0    | Канфанар | A9                         | Канфанар        |
| 6,0  | Жминь    |                            | Жминь           |
| 16,8 | Роговичи | D48                        | Пазин (запад)   |
| 22,7 | Иволи    | D64                        | Пазин (восток)  |
| 27,8 | Черовле  |                            | Черовле         |
| 40,3 | Лупоглав | D44                        | Лупоглав, Бузет |
| 46,7 | Вранья   |                            | Вранья          |
| 56,2 | Вепринац | D40, D8                    | Вепринац        |
| 63,3 | Опатия   | D8, D66                    | Опатия          |
| 64,0 | Матульи  | A7                         | Риека           |